# Золомер
Золомер (англ. ashmeter; нем. Aschegehaltsmesser m, Aschebestimmer m) — прибор для автоматического измерения зольности угля по его электромагнитным свойствам.
Применяются золомеры с использованием ионизирующего излучения (гамма-, бета-излучения) и рентгеновских лучей. Измерение зольности с помощью золомеров возможно как стационарно (с использованием заранее отобраных проб), так и непосредственно в технологическом потоке.
В частности, получили распространение золомеры типов ЗАР и РАМ.